# Margetići
Margetići är ett samhälle i Bosnien och Hercegovina.   Det ligger i entiteten Republika Srpska, i den östra delen av landet, 40 km öster om huvudstaden Sarajevo. Margetići ligger 907 meter över havet och antalet invånare är 104.
Terrängen runt Margetići är kuperad åt nordost, men åt sydväst är den platt.Närmaste större samhälle är Sokolac, 5,3 km sydväst om Margetići. 
Omgivningarna runt Margetići är en mosaik av jordbruksmark och naturlig växtlighet. Runt Margetići är det ganska tätbefolkat, med 67 invånare per kvadratkilometer.